# Sarnen
Sarnen es una comuna y ciudad histórica suiza, capital del cantón de Obwalden, situada en el centro del cantón, en la frontera con el cantón de Lucerna. 
Tiene una población de 9500 personas, de los cuales 1100 son de la nacionalidad extranjera (2000). Hay 800 negocios locales que emplean a 5857 personas. El 9% de estos están en el sector agrícola, el 31% en industria y comercio, y el 60% en servicios.

## Historia
Los hallazgos de la Edad de Piedra y de la Edad del Bronce prueban que el valle de Sarnen fue habitado a partir de los tiempos más remotos. Con los años Sarnen se ha convertido en un gran centro de negocios y que puede mirar atrás con orgullo en sus siglos de historia. Por todas partes se puede admirar el centro histórico de la ciudad que proporciona evidencias de la historia que siempre cambia.

## Geografía
Sarnen está en la orilla del idílico lago de Sarnen. El lago cubre un área aproximada de 7,5 km². La ciudad está rodeada por cadenas de montañas y un pantano protegido se encuentra en las proximidades. La altitud media es de 473m. La montaña más conocida cerca de Sarnen es el monte Pilatus con una elevación de 2.132 metros (6.994 pies).
La comuna limita al norte con la comuna de Alpnach, al este con Kerns y Sachseln, al sur con Giswil, y al oeste con Flühli (LU), Hasle (LU) y Entlebuch (LU). Forman parte del territorio comunal las localidades de: Bitzighofen, Glaubenberg-Langis, Kägiswil, Kirchhofen, Oberwilen, Ramersberg, Stalden y Wilen.

## Vivir en Sarnen

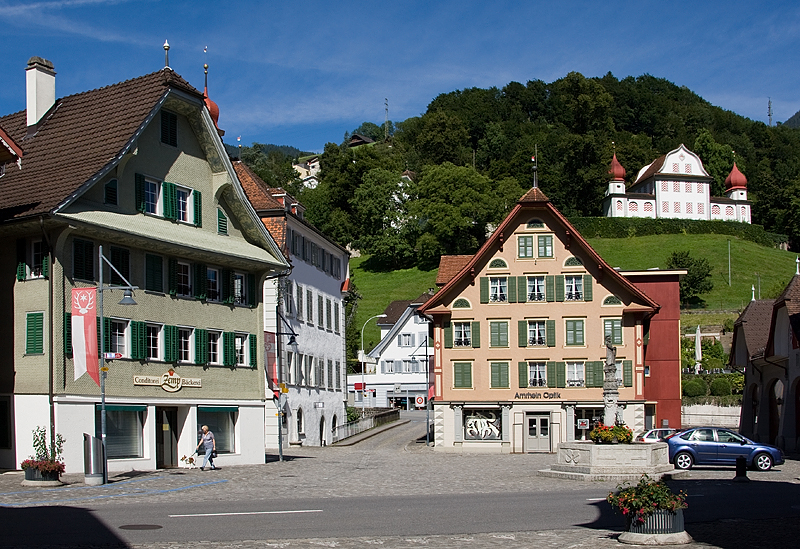
Plaza principal del pueblo en Sarnen.

La ciudad de Sarnen ha experimentado el excedente constante de crecimiento en los últimos años. La ciudad se ha convertido en un gran atractivo habitacional gracias a su proximidad de la ciudad de Lucerna. Muchos viajeros trabajan en Lucerna y utilizan la autopista o el ferrocarril para ir al trabajo. 
Mucha gente prefiere la forma de vida relajada y no tan urbanizada como la de Sarnen. Como todo hay algunas compañías importantes en Sarnen que tienen condiciones de trabajo excelentes. Entre ellas algunas compañías internacionales como Sarna Polymer Holding (sistemas de la impermeabilización para la industria de la construcción y de ingeniería civil), Leister technologies y Nahrin AG (nutrición). 
La gente de Sarnen se siente orgullosa de tan solo ver el paisaje que los rodea. Las posibilidades de hacer todo tipo de deportes al aire libre, realmente, es una ciudad con un excelente nivel de vida. Aunque Sarnen sea pequeño, en él se puede encontrar todo lo que se necesita, esto incluya los hipermercados, la escuela primaria y secundaria, hospitales, administración pública y por supuesto fuerzas de seguridad como la policía.

## Transporte

### Autopista
En autopista, la autopista A8 pasa por Sarnen, salidas: Sarnen Süd y Sarnen Nord. 

### Tren
La estación del ferrocarril se sitúa en el centro de la ciudad. Sarnen se encuentra en la línea ferroviaria Lucerna – Interlaken. Toma 23 minutos en tren para llegar a Lucerna y 1h30 a Interlaken. Desde Lucerna se puede llegar a todas las ciudades suizas importantes y a varias destinaciones internacionales. Los trenes son operados por los SBB-CFF-FFS, ferrocarriles federales suizos.

## Monumentos
- Castillo de Landenberg